# We Are Love
We Are Love – drugi album studyjny włoskiego trio Il Volo wydany 19 listopada 2012 roku nakładem wytwórni Geffen.
W 2013 roku album został wydany także w hiszpańskiej wersji językowej jako Más que amor dla hiszpańskojęzycznych fanów zespołu.

## Lista utworów
| We Are Love | We Are Love                                          | We Are Love                                                           | We Are Love |
| Nr          | Tytuł utworu                                         | Autorstwo                                                             | Długość     |
| ----------- | ---------------------------------------------------- | --------------------------------------------------------------------- | ----------- |
| 1.          | „Questo amore”                                       | Diane Warren, Marco Marinangeli                                       | 4:34        |
| 2.          | „L’ultima volta”                                     | Max Calo, Raffaele Di Pietro                                          | 3:33        |
| 3.          | „I Bring You to My Senses”                           | Diane Warren                                                          | 4:04        |
| 4.          | „Beautiful Day”                                      | Adam Clayton, David Howell Evans, Paul David Hewson, Larry Mullen Jr. | 3:16        |
| 5.          | „Splendida”                                          | Jörgen Elofsson, Marco Marinangeli, William Ross                      | 4:19        |
| 6.          | „Historia de un amor”                                | Carlos Eleta Almarán                                                  | 3:54        |
| 7.          | „Luna nascosta” (Motyw muzyczny z filmu Hidden Moon) | Luis Bacalov, Humberto Gatica, Massimo Guantini, Tony Renis           |             |
| 8.          | „Il canto” (z Plácido Domingo)                       | Luca Barbarossa, Romano Musumarra                                     | 4:28        |
| 9.          | „We Are Love”                                        | Edgar Cortázar, Mark Portmann                                         | 4:30        |
| 10.         | „Così” (z Erosem Ramazzottim)                        | Luca Chiaravalli, Eros Ramazzotti                                     | 4:15        |
| 11.         | „Bienvenido nuestro amor”                            | Edgar Cortázar, Mark Portmann                                         | 3:42        |
| 12.         | „Non farmi aspettare”                                | Emiliano Cecere, Saverio Grandi                                       | 4:03        |
|             |                                                      |                                                                       | 44:38       |

| Más que amor | Más que amor                                         | Más que amor                                                          | Más que amor |
| Nr           | Tytuł utworu                                         | Autorstwo                                                             | Długość      |
| ------------ | ---------------------------------------------------- | --------------------------------------------------------------------- | ------------ |
| 1.           | „Más que amor”                                       | Edgar Cortázar, Mark Portmann                                         | 4:32         |
| 2.           | „Constantemente mía”                                 | Edgar Cortázar, Mark Portmann, Dianne Warren                          | 4:03         |
| 3.           | „L’ultima volta”                                     | Max Calo, Raffaele Di Pietro                                          | 3:33         |
| 4.           | „Historia de un amor”                                | Carlos Eleta Almarán                                                  | 3:54         |
| 5.           | „Bienvenido nuestro amor”                            | Edgar Cortázar, Mark Portmann                                         | 3:42         |
| 6.           | „Asì” (z Erosem Ramazzottim)                         | Luca Chiaravalli, Eros Ramazzotti                                     | 4:15         |
| 7.           | „Beautiful Day”                                      | Adam Clayton, David Howell Evans, Paul David Hewson, Larry Mullen Jr. | 3:16         |
| 8.           | „Luna nascosta” (Motyw muzyczny z filmu Hidden Moon) | Luis Bacalov, Humberto Gatica, Massimo Guantini, Tony Renis           | 3:39         |
| 9.           | „Il canto” (z Plácido Domingo)                       | Luca Barbarossa, Romano Musumarra                                     | 4:28         |
| 10.          | „Non farmi aspettare”                                | Emiliano Cecere, Saverio Grandi                                       | 3:58         |
| 11.          | „Esplendida”                                         | Jörgen Elofsson, Marco Marinangeli, William Ross                      | 4:18         |
| 12.          | „Nuestro amor”                                       | Diane Warren, Marco Marinangeli                                       | 4:35         |
| 13.          | „Constantemente mía” (z Belindą)                     | Edgar Cortázar, Mark Portmann, Dianne Warren                          | 4:05         |
|              |                                                      |                                                                       | 52:18        |

| Más que amor [Deluxe Edition] | Más que amor [Deluxe Edition]                        | Más que amor [Deluxe Edition]                                         | Más que amor [Deluxe Edition] |
| Nr                            | Tytuł utworu                                         | Autorstwo                                                             | Długość                       |
| ----------------------------- | ---------------------------------------------------- | --------------------------------------------------------------------- | ----------------------------- |
| 1.                            | „Más que amor”                                       | Edgar Cortázar, Mark Portmann                                         | 4:32                          |
| 2.                            | „Constantemente mía”                                 | Edgar Cortázar, Mark Portmann, Dianne Warren                          | 4:03                          |
| 3.                            | „L’ultima volta”                                     | Max Calo, Raffaele Di Pietro                                          | 3:33                          |
| 4.                            | „Historia de un amor”                                | Carlos Eleta Almarán                                                  | 3:54                          |
| 5.                            | „Bienvenido nuestro amor”                            | Edgar Cortázar, Mark Portmann                                         | 3:42                          |
| 6.                            | „Asì” (z Erosem Ramazzottim)                         | Luca Chiaravalli, Eros Ramazzotti                                     | 4:15                          |
| 7.                            | „Beautiful Day”                                      | Adam Clayton, David Howell Evans, Paul David Hewson, Larry Mullen Jr. | 3:16                          |
| 8.                            | „Luna nascosta” (Motyw muzyczny z filmu Hidden Moon) | Luis Bacalov, Humberto Gatica, Massimo Guantini, Tony Renis           | 3:39                          |
| 9.                            | „Il canto” (z Plácido Domingo)                       | Luca Barbarossa, Romano Musumarra                                     | 4:28                          |
| 10.                           | „Non farmi aspettare”                                | Emiliano Cecere, Saverio Grandi                                       | 3:58                          |
| 11.                           | „Esplendida”                                         | Jörgen Elofsson, Marco Marinangeli, William Ross                      | 4:18                          |
| 12.                           | „Nuestro amor”                                       | Diane Warren, Marco Marinangeli                                       | 4:35                          |
| 13.                           | „Constantemente mía” (z Belindą)                     | Edgar Cortázar, Mark Portmann, Dianne Warren                          | 4:05                          |
| 14.                           | „El triste”                                          |                                                                       | 4:32                          |
|                               |                                                      |                                                                       | 56:50                         |

## Notowania na listach przebojów
| Kraj              | Lista (2012–15)         | Najwyższe miejsce |
| ----------------- | ----------------------- | ----------------- |
| Stany Zjednoczone | Top 20 Latin Pop Albums | 1                 |
| Stany Zjednoczone | Top 20 Latin Albums     | 2                 |
| Stany Zjednoczone | Top 25 Classical Albums | 3                 |
| Stany Zjednoczone | Hot 200 Albums          | 100               |
| Włochy            | Album Top 20            | 46                |
| Holandia          | Album Top 100           | 57                |
| Belgia            | Album Top 200 (Walonia) | 136               |
| Francja           | Albums Top 150          | 189               |